# Право на ремонт
Пра́во на ремо́нт — предлагаемая ко внедрению норма законодательства, запрещающая производителям устанавливать барьеры, которые лишают потребителей возможности ремонтировать и модифицировать свои собственные потребительские товары (например, электронные устройства, автомобильные устройства или сельскохозяйственные транспортные средства, такие как тракторы).
Такие барьеры включают юридические требования, чтобы потребители использовали только предлагаемые производителем услуги, ограничения доступа к инструментам и компонентам, и программные ограничения, препятствующие самостоятельному ремонту или модификации изделия. Эти препятствия часто приводят к повышению потребительских расходов или побуждают потребителей заменять устройства вместо их ремонта. В то время как мировое сообщество обеспокоено растущим объёмом потока отходов (особенно электронных компонентов), основная дискуссия о праве на ремонт была сосредоточена в Соединенных Штатах и в Европейском союзе.
Понятие право на ремонт может также относиться к движению граждан, оказывающих давление на свои правительства с целью принятия соответствующих законов.

## Определение
Право на ремонт относится к концепции предоставления конечным пользователям, бизнес-пользователям, а также потребителям технических, электронных или автомобильных устройств свободного ремонта этих продуктов в случае механической или технической неисправности. Особое значение имеют четыре требования:
- устройство должно быть собрано и сконструировано таким образом, чтобы его можно было легко разобрать и ремонтировать;
- конечные пользователи и независимые поставщики услуг по ремонту должны иметь доступ к оригинальным запасным частям и инструментам (программному обеспечению, а также физическим инструментам), необходимым для ремонта устройства на справедливых рыночных условиях;
- ремонт должен быть возможен по замыслу и не должен быть затруднен программным обеспечением;
- производитель должен четко сообщить о ремонтопригодности устройства.

Первоначальная дискуссия о предоставлении права на ремонт любого промышленно производимого устройства, которое первоначально продвигалось в основном агентствами по защите прав потребителей автомобилей и службами послепродажного обслуживания автомобилей, набрала обороты по мере того, как бытовая электроника, такая как смартфоны и компьютеры, стала повсеместно доступной и широко используемой. Большое влияние на движение за право на ремонт оказала интеграция компьютерных технологий в сельскохозяйственную технику. Движение также поддержали активисты по борьбе с изменением климата, поскольку повсеместная реализация права на ремонт позволила бы сократить количество электронных отходов.
Цели права на ремонт заключаются в том, чтобы отдать предпочтение ремонту, а не замене, и сделать такой ремонт более доступным, что приведет к более устойчивой экономике и сокращению электронных отходов. К 2021 году многие страны и экономические союзы предложили право на ремонт в законодательстве для различных отраслей, таких как электроника или автомобильный сектор.

## Воздействие на окружающую среду отсутствия ремонтопригодности

### Электронные устройства
Одним из факторов, усугубляющих проблему электронных отходов, является короткий срок службы многих электрических и электронных товаров. У этой тенденции есть две предпосылки. С одной стороны, потребительский спрос на недорогие продукты снижает качество продукции и приводит к сокращению срока службы продукции. С другой стороны, производители в некоторых секторах поощряют регулярный цикл обновления и могут даже навязывать его за счет ограниченной доступности запасных частей, руководств по обслуживанию и обновлений программного обеспечения или за счет запланированного устаревания.
До 95 % сырья, используемого для производства электронных устройств, может быть переработано, в то время как подавляющее большинство новых устройств практически не используется для экономии средств (в Италии, например, 52 % населения владеют одним или несколькими неиспользуемыми электронными устройствами из-за морального износа, неустранённых повреждений или отказов). Упрощение ремонта привело бы к повторному представлению большей доли этих устройств на вторичном рынке, что привело бы к сокращению производства новых устройств и, как следствие, потребления сырья и выбросов.
На 2022 год в Евросоюзе разрабатывают новые правила, по которым производители смартфонов должны будут выполнить ряд предписаний связанных с аккумуляторами гаджетов (в том числе возможность пользователю быстрой замены аккумулятора, подход к переработке и утилизации старых аккумуляторов, использование разъемов USB Type-C на зарядных устройствах, в том числе и на IPhone).

### Автомобильный сектор и транспортные средства

##### Сокращение выбросов за счет замены автопарка вместо ремонта
В то время как право на ремонт почти всегда благоприятствует потребителю, с экологической точки зрения долговременное использование старых автомобилей не во всех случаях является предпочтительным. Законодательное регулирование в Европе и США привело к снижению средних выбросов автомобилей за время использования, в том числе за счёт поощрения отказа от старых моделей. В то время как производство нового автомобиля само по себе приводит к значительным выбросам, общие выбросы в течение всего срока службы нового автомобиля оказываются значительно ниже. Это происходит за счёт сокращения выбросов в новых моделях автомобилей. В 2009 году правительство Германии стимулировало потребителей и предприятия заменять старые автомобили новыми. В ходе кампании более 400 000 автомобилей со средним возрастом 14,4 года были заменены современными моделями, что позволило сократить выбросы национального автопарка на 1 % в год и заметно сократить выбросы твердых частиц и оксидов.

## История права на ремонт в США

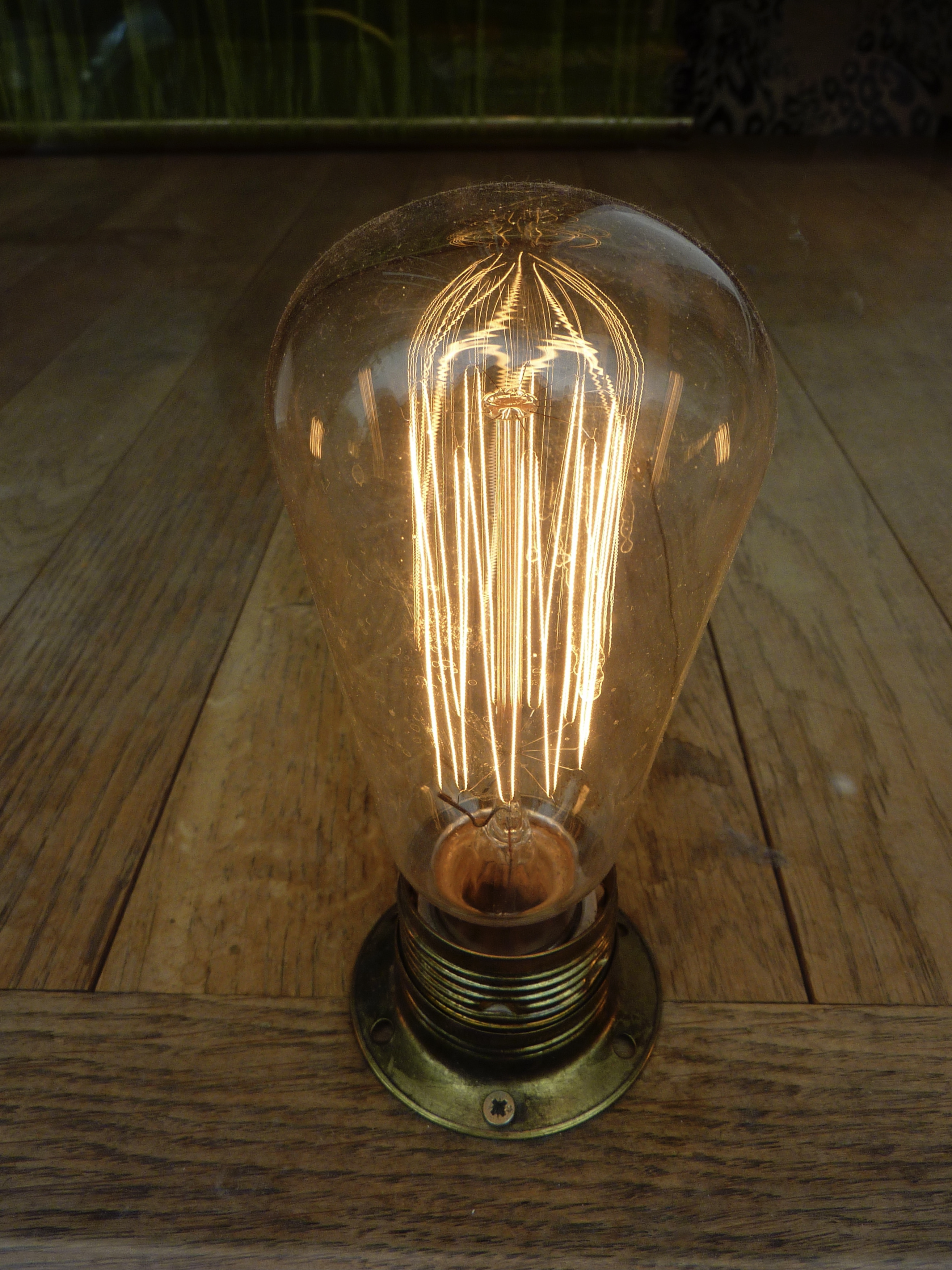
Электрическая лампочка, один из первых значимых примеров запланированного устаревания, используемого для увеличения доходов

### Запланированное устаревание и ограничения ремонта (1920—1950 годы)
Представление о том, что непрерывные изменения в продуктах создают постоянный спрос на замену продуктов старшего поколения, было широко популяризовано исполнительным директором General Motors Альфредом П.Слоуном, который предположил, что ежегодные изменения в моделях автомобилей этой компании будут стимулировать спрос клиентов на замену своих старых автомобилей более новыми. Хотя главный конкурент General Motors — Ford, основываясь на принципах своего основателя Генри Форда, предпочитала простые и легко заменяемые детали, часто взаимозаменяемые между разными моделями автомобиля, GM чувствовала себя не ограниченной соображениями, касающимися способности клиента ремонтировать автомобили, и даже отдавала предпочтение конструкциям более низкого качества, чтобы быстро приспособиться к ежегодным изменениям потребительского спроса в надежде продать больше автомобилей. В конце концов эта стратегия позволила GM обогнать Ford и стать крупнейшим американским автопроизводителем. В результате успеха GM концепция преднамеренного изменения дизайна и, как следствие, деталей в рамках ежегодных вариантов продукта стала широко принятой стратегией во многих различных отраслях американской экономики, а также была принята компанией Ford.
В то время как GM и Ford изначально существенно различались в своем подходе к взаимозаменяемости компонентов и простоте ремонта, автомобильная промышленность в целом была в авангарде внедрения концепции сертифицированного ремонта: начиная с 1910-х и 1920-х годов компания Ford приложила значительные усилия, чтобы развернуть сертифицированные дилерские центры и сервисные сети. Целью этой стратегии было привлечь клиентов к запасным частям, произведенным Ford, вместо того, чтобы они выбирали независимые ремонтные мастерские, которые часто предлагали неоригинальные послепродажные запчасти для ремонта автомобилей. Ford также настойчиво настаивала на стандартизации цен среди сертифицированных ремонтных мастерских, что сделало фиксированную стоимость обязательной даже для различных видов ремонта. Сочетание ежегодных обновлений автомобилей и их компонентов значительно усложнило независимым ремонтным мастерским поддержание запасов деталей и создало явное преимущество для авторизованных дилеров.
Такой подход подрывал независимый ремонт с разных сторон. Из-за частых обновлений моделей потребители психологически подталкивались к покупке новых автомобилей. В то же время обслуживание старых автомобилей и необходимый ремонт становились менее привлекательными из-за того, что потребители подталкивались к услугам авторизованных ремонтных сетей, которые часто были более дорогостоящими, чем самостоятельный ремонт. Всё это создавало намного большие проблемы для самостоятельного ремонта, чем имевшие место в менее глобализованой экономике XIX века, когда независимым ремонтным мастерским было намного сложнее производить и/или приобретать запчасти. Фактически, такой деятельностью автопроизводителей был подорван предшествующий деловой обычай, устанавливающий право на ремонт. Это стало значительным изменением по сравнению с периодом Великой депрессии, когда потребители привыкли к самостоятельному ремонту с учётом ограничивавших их экономических условий.
На самом деле, производители не только подрывали возможность ремонта техническими средствами, они также часто нападали в судах на компании, которые пытались восстановить компоненты: в 1938 году Champion Spark Plug, компания, которая сама построила свой успех на копировании конструкций свечей зажигания других производителей, подала в суд на компанию Reich, которая ремонтировала свечи зажигания и продавала их восстановленными. Хотя судебным прецедентом ещё в XIX веке было установлено, что владелец товара имеет право ремонтировать даже запатентованные товары, последующее решение суда ясно установило, что ни в явно заявленном, ни в подразумеваемом виде такой восстановленный товар не может продаваться как идентичный новому. Это судебное решение установило четкие границы между бывшими в употреблении (или отремонтированными) и новыми товарами.

### Ограничение доступа к запасным частям (1950—2000-е годы)
К 1956 году многие производители в различных отраслях приняли стратегию, аналогичную стратегии GM для своих продуктов. При этом доминирующее положение одного из них — компании IBM на рынке мейнфреймов привело к первому неявному установлению права на ремонт. Минюст США подал в суд на IBM, являвшуюся в то время ведущим поставщиком информационных технологий для Правительства США и крупных корпораций. Компанию обвинили в неконкурентном поведении, подрывавшим рынок подержанных товаров, поскольку она не позволяла клиентам владеть своей продукцией, а только сдавало оборудование в аренду. Учитывая, что все оборудование должно было быть возвращено IBM после истечения срока действия договоров аренды, IBM технически была единственным владельцем машин. Доступ к программному обеспечению и оборудованию IBM всегда был объединен, что эффективно ограничивало других разработчиков ПО при продаже программ для компьютеров IBM и не позволяло клиентам запускать программное обеспечение IBM на машинах, отличных от IBM.
Учитывая почти монопольное положение IBM на рынке, Министерство юстиции США успешно добилось судебного предписания, вынуждающего IBM не только продавать все продукты на условиях, которые не ущемляли бы их покупку по сравнению с арендой, но также выделять сервисное подразделение и поставлять запасные части, техническое обслуживание. инструкции и инструменты на идентичных коммерческих условиях независимым ремонтным компаниям, как и своим собственным сервисным подразделениям, гарантируя создание рынка подержанных товаров и рынка послепродажного обслуживания. Хотя это предписание представляло собой первый прецедент юридической фиксации права на ремонт, основания для него были основаны на положениях антимонопольного законодательства и не применялись в будущем к другим производителям электроники, поскольку появление конкурентов IBM, таких как HP и азиатские производители, путем внедрения так называемых IBM-совместимых устройств, создало большое количество различных игроков на рынке. Как следствие, судебное предписание было отменено в суде в 1997 году.
Тем временем американские суды разных уровней продолжали укреплять точку зрения о том, что право собственности на продукт сопровождается четкими правами на ремонт и модификацию такого продукта: в 1961 году Верховный суд США вынес недвусмысленное решение по делу Aro Manufacturing Co. против. Convertible Top Replace Co., постановив, что даже запатентованные изделия можно отремонтировать, не нарушая прав владельца патента. В то время как в предыдущих инстанциях использовались довольно сложные процессы для взвешивания правомерности переделки продукта, с учётом того, был ли продукт реконструирован или отремонтирован, Верховный суд США четко заявил, что до тех пор, пока продукт может быть признан отремонтированным, а не новым продуктом, ремонт допустим.
Негативный пример IBM, которая попала под серьёзное юридическое давление из-за судебного предписания и общей правовой ситуации, склоняющейся в пользу ремонта, другие производители в разных отраслях пошли по иному пути и вмешались в несанкционированный ремонт с помощью электронных средств. Apple, которая быстро стала одним из крупнейших производителей компьютеров, продавала первые компьютеры с описаниями печатных плат, легко заменяемыми компонентами и четкими инструкциями по ремонту. Благодаря техническому прогрессу все виды продуктов, таких как автомобили, газонокосилки и даже кофеварки, имели в своей конструкции все больше и больше электронных компонентов, которые гораздо труднее заменить, чем механические компоненты. В то время как в пятидесятых годах электроника в автомобиле ограничивалась простыми цепями для запуска двигателей и питания простых компонентов, таких как кондиционер или центральный замок, в шестидесятые годы в автомобилях стало использоваться все больше сложных полупроводников, начиная с элементов управления двигателем, таких как топливная система. зажигание. В рамках этого процесса смешивания электронных компонентов с механикой доля электронных компонентов в общем списке узлов и деталей автомобиля выросла с 5 % в 1970-х годах до более чем 22 % в 2000 году. В то время как ранее ремонт автомобилей представлял собой процесс анализа и замены механических компонент, растущая гибридизация автомобилей привела к необходимости специальных инструментов, доступ к которым часто могли получить только авторизованные ремонтные службы производителя.
В 1975 году был принят Закон Магнусона-Мосса о гарантиях, регулирующий стандарты гарантий, предоставляемых на продукты: хотя закон не предусматривал обязательства производителя предоставлять гарантию на каждый продукт, проданный потребителям, он все же определял минимальные стандарты для такой гарантии, если поставщик решил предоставить его. История законодательства показывает, что целью закона является сделать гарантии на потребительские товары более понятными и исполнимыми, а также предоставить Федеральной торговой комиссии средства для лучшей защиты потребителей. Хотя Закон Магнуссона-Мосса о гарантии определял такие термины, как ремонт в рамках гарантии, он не обязывал производителей открывать свои продукты для легкого ремонта.
Кроме того, авторское право стало прикрытием для ограничения ремонтопригодности: написанный программный код давал создателю кода единственное право решать, следует ли создавать производные от того же кода. Одним из наиболее ярких примеров был судебный процесс MAI Systems Corp. против Peak Computer, Inc., в котором против Peak Computer, Inc. был подан иск за изготовление несанкционированных копий операционной системы MAI для ремонта компьютерных систем, произведенных MAI. Хотя MAI выиграла судебный процесс, законодатели в 1998 году ввели исключения из DMCA, прямо разрешив такие копии для ремонта машины. В этом законе был впервые рассмотрен случай установки защищенного программного обеспечения с целью обслуживания и ремонта.
Тема картриджей с чернилами для принтеров вызвала особый интерес у общественности: с появлением компьютеров почти в каждом домашнем хозяйстве принтеры стали доступны практически каждому. Производители принтеров рассматривали продажу чернильных картриджей как прибыльную бизнес-модель, поскольку часто брали больше за чернила, чем за сам принтер. Чтобы предотвратить заправку пустых картриджей, большинство производителей начали размещать на картриджах микрочипы, подсчитывающие уровень заполнения и использование, что делает заправку невозможной или, по крайней мере, более сложной. Многие из этих систем работали в ущерб тому, что конечные пользователи неправильно объявляли картриджи пустыми или блокировали правильную работу принтера. Эта практика была признана незаконной в многочисленных судебных процессах. Помимо программных блокировок, производители принтеров безуспешно пытались преследовать в судах на такие действия, как воспроизведение и заправка картриджей. Но правомерность такой деятельности была подтверждена Верховным судом США в 2017 году.

### Подъём — активизм и законотворческая деятельность (2000—2020 годы)

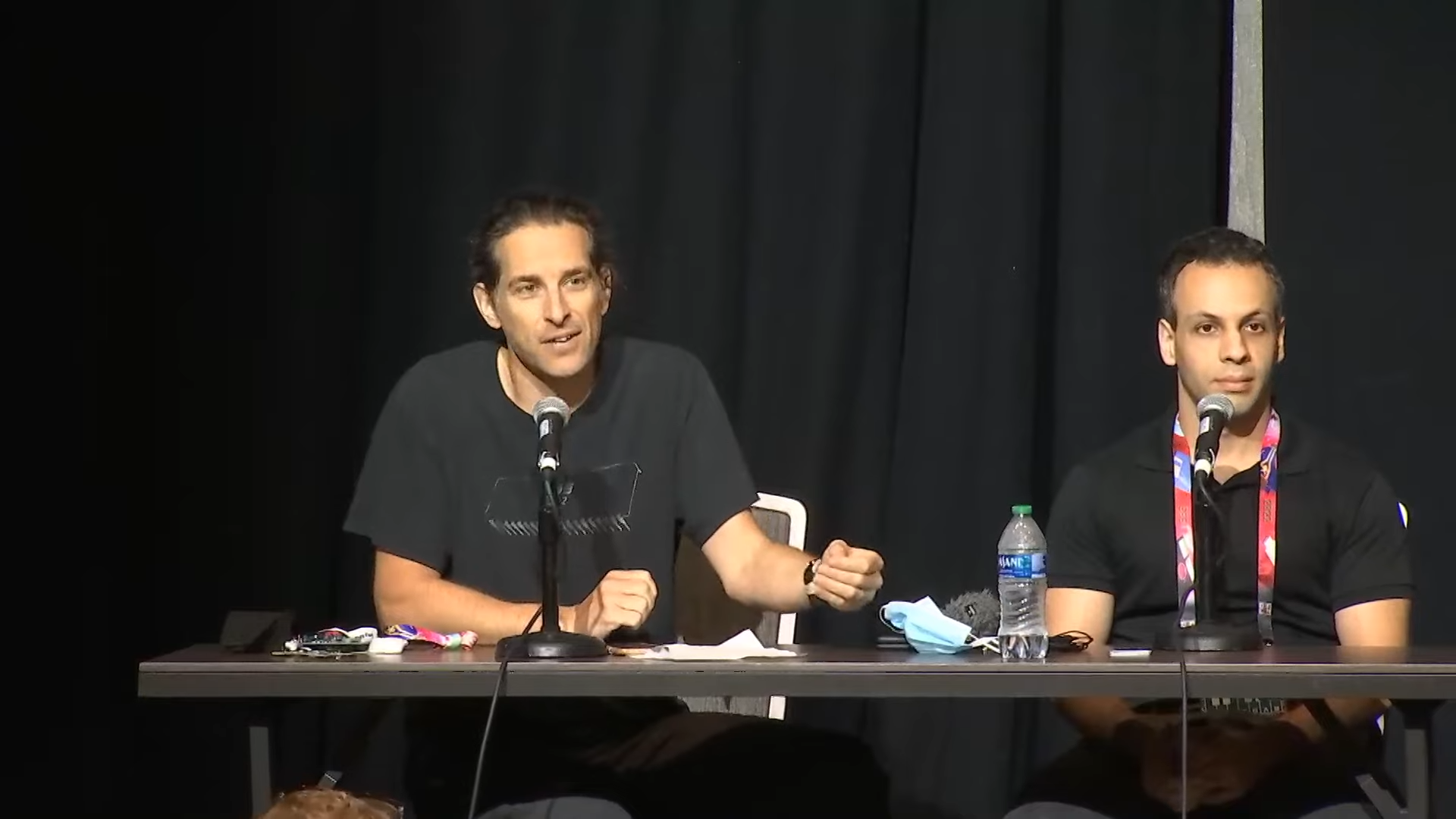
Активисты, поддерживающие право на ремонт, выступают на конференции

С началом 2000-х годов автомобильная промышленность снова оказалась под пристальным вниманием активистов: первое предложение о праве на ремонт для автомобильного сектора было внесено Джо Бартоном и Эдолфусом Таунсом, чтобы положить конец «несправедливой монополии» производителей автомобилей, обслуживающих контроль над информацией о ремонте, что может привести к тому, что независимые магазины откажут владельцам автомобилей из-за отсутствия информации. Предложение было отклонено значительными усилиями по лоббированию со стороны автомобильной промышленности, но, тем не менее, было достигнуто прогресс в виде добровольного соглашения, обязывающего производителей предоставлять запасные части и средства диагностики независимым ремонтным компаниям. Хотя добровольное соглашение, безусловно, улучшило ситуацию, исследования, проведенные позднее, показали, что доступ к запасным частям и диагностике автомобилей по-прежнему оставался проблематичным для независимых ремонтных служб. Фактически, исследование, проведенное Terrance Group, показало, что около 59 % независимых ремонтных служб по-прежнему пытаются получить доступ к диагностическим инструментам и деталям от производителей.
Несмотря на эту неудачу, движение к полноценной реализации права на ремонт в автомобильной и других отраслях промышленности начало набирать обороты — по мере накопления нормотворческих предложений и судебных решений:
| Год  | Событие | Примечание |
| ---- | --- | --- |
| 2001 | Не удавшаяся попытка принятия закона Motor Vehicles Right to Repair Act (S.2617)                                        | Первая из многих попыток законодательно установить право на ремонт автомобилей |
| 2008 | Верховный суд США поддерживает коллективный иск, оспаривающий политику операторов в отношении разблокировки телефонов.  | Итогом стала легализация «разблокировки» сотовых телефонов, ранее привязанных к конкретному оператору сотовой связи. Операторы субсидировали продажи таких телефонов по низкой цене, но боролись против перехода абонентов с такими дешевыми телефонами к другим операторам. Они применяли как технические меры, «привязывая» такие аппараты к своей сотовой сети, так и юридические действия, опирающиеся на DMCA. Решение ВС США и принятый после него закон «Unlocking Consumer Choice and Wireless Competition Act» (S.517), подписанный Бараком Обамой сделал практику перепрограммирования таких привязанных телефонов легальной. |
| 2012 | В Массачусетсе принят первый локальный законодательный акт, устанавливающий право на ремонт автомобиля на уровне штата  | |
| 2014 | Закон о праве на ремонт электроники принят в Южной Дакоте                                                               | Это был первый успешно принятый локальный законодательный акт, касающийся права на ремонт электронных устройств |
| 2015 | Библиотека Конгресса США и Бюро авторского права США вынесли решение в пользу исключения, связанного с ремонтом, в DMCA | Действия для обход защиты от копирования в целях ремонта электронного устройства выведены из под действия DMCA |
| 2017 | Дело Impression Prods., Inc. против Lexmark Int’l, Inc.                                                                 | Верховный суд подтверил, что компании не могут использовать патентное право, чтобы заблокировать повторное использование продуктов, защищенных патентом, после того, как продукт продан. |
| 2019 | 20 штатов начинают рассматривать законы о праве на ремонт                                                               | Калифорния, Джорджия, Гаваи, Иллинойс, Индиана, Массачусетс, Миннесота, Миссури, Монтана, Северная Дакота, Невада, Нью Гемпшир, Нью-Джерси, Нью-Йорк, Орегон, Южная Дакота, Вермонт, Вирджиния, Вашингтон, Западная Вирджиния |
| 2020 | Предложен законопроект о праве на ремонт медицинской техники                                                            | На фоне эпидемии COVID-19 в закон Массачусетса о праве на ремонт автомобилей внесены дополнения, расширяющие это право на медицинскую технику |
| 2022 | Штат Нью-Йорк принимает Digital Fair Repair Act                                                                         | Первый штат в США, принявший закон о праве на ремонт потребительской электроники |

Первая успешная реализация права на ремонт произошла, когда в 2012 году в штате Массачусетс был принят первый в США закон о праве на ремонт для автомобильного сектора, который требовал от производителей автомобилей продавать те же сервисные материалы и диагностические средства, которые ранее поставлялись только авторизованным дилерам и непосредственно потребителям или независимым механикам.
Закон Массачусетса был первым из принятых аналогичных нескольких штатов, таких как Нью-Джерси.
Столкнувшись с риском возникновения возможностью множества немного отличающихся друг от друга в зависимости от штата требований, крупные организации по торговле автомобилями подписали в январе 2014 года Меморандум о взаимопонимании, используя закон Массачусетса в качестве основы своего соглашения для всех 50 штатов, Меморандум начал действовать начиная с 2018 модельного года. Аналогичное соглашение было достигнуто Commercial Vehicle Solutions Network в отношении внедорожных грузовиков.
В 2013 году начали формироваться крупные массовые движения в поддержку права на ремонт. Была основана Коалиция за цифровое право на ремонт, также известная как Ремонтная ассоциация, которая возглавила почти все усилия по формированию законодательства штатов и стала образцом для создания аналогично ориентированных правозащитных групп по всему миру. Коалиция, с формальной точки зрения закона, представляет собой торговую ассоциацию, зарегистрированную в Нью-Джерси и полностью финансируемую за счет членских взносов. Целью коалиции является поддержка рынка послепродажного обслуживания технологических продуктов путем защиты законов, стандартов, правил и политик, облегчающих ремонт. Таким образом, его члены занимаются ремонтом, перепродажей, реконструкцией, реконфигурацией и утилизацией оборудования независимо от отрасли.
Коалиция впервые выступила с законодательной инициативой как SB.136 (Latterell) в штате Южная Дакота в январе 2014 года. В 2015 году такие инициативы последовали ещё в четырёх штатах: Нью-Йорк (S.3998 Boyle/A.6068 Morelle), Миннесота (SF 873 Osmek/HF 1048 Hertaus), Массачусетс (H.3383 Cronin/S. Kennedy) и Небраска (LB 1072 Хаар). В штатах Теннесси (SB888/H1382 Jernigan) и Вайоминг (HB 0091 Hunt) соответствующие законопроекты были инициированы в 2016 году. В следующем, 2017 году, новые законопроекты в Северной Каролине (HB663 Richardson), Канзасе (HB2122 Barker), Иллинойсе (HB3030 Harris), Айове (HF556 и SF2028), Миссури (HB1178 McCreery), Нью-Гэмпшире (HB1733 Luneau) и Нью-Джерси (A4934 Moriarty). В 2018 году законопроекты были инициированы в штатах Оклахома, Гавайи, Джорджия, Вирджиния, Вермонт и Вашингтон. В 2019 году — в штатах Орегон, Невада, Индиана и Монтана. В 2020 год — в штатах Мэн, Айдахо, Алабама, Мэриленд, Пенсильвания и Колорадо.
В декабре 2022 года губернатор Нью-Йорка Кэти Хоукул подписала Закон о справедливом ремонте цифровых устройств через год после того, как он был принят сенатом штата. Закон установил право потребителей и независимых ремонтников получать руководства, схемы и оригинальные детали от производителей. Сетевые издания The Verge, Engadget и Ars Technica отметили, что законопроект был смягчен за счет внесенных в последнюю минуту изменений, которые предусматривали исключения для OEM-производителей. Закон вступит в силу в июле 2023 года.

## Право на ремонт в России
В 2025 году в России была запущена инициатива по сбору подписей на платформе «РосОткрытыеИнициативы» (РОИ) за принятие закона, гарантирующего право на ремонт потребительской техники и оборудования. Цель инициативы — облегчить доступ к ремонту, снизить количество электронных отходов и поддержать независимые сервисные центры и пользователей.